# Loch (Flurname)
Loch, Loh und zahlreiche Varianten sind alte deutsche Toponyme in der Bedeutung Wald oder Feuchtgebiet.

## Wortherkunft
Dem Ortsnamen liegt ein auf alter Wurzel beruhendes althochdeutsch lô bzw. loh zugrunde. Dieses hat mehrere Bedeutungen, die die Deutung darauf aufbauender Flurnamen erschweren:
- Häufige Grundbezeichnung ist lô, lôch, m. oder n., mittelhochdeutsch lôch, Genitiv lôhen, pl. löcher u. Ä., in der Bedeutung Wald, Hain, Holz, Gehölz, Gebüsch.[1] Verwandt ist wohl lateinisch lucus („Hain“, „Wald“)
- Zum anderen ist lôch,[2] f., lateinisch ‚labina, palus‘ ein Wort für ‚Sumpfwiese, Feuchtgebiet‘ (ähnlich Au, Luch u. a.).

Wie viele dieser Worte tendiert es in zwei Richtungen, zum einen allgemein ‚Gehölz, Hain, Wald‘ und zum anderen ‚Niederwald, Buschland‘, bis hin zu ‚Sumpfwiese‘. Diese beiden können sich auch mischen (wie Bruch in der Bedeutung ‚Auwald‘).
Als Lohe (Gerberlohe) wurden später auch die zum Gerben verwendeten Baumbestandteile (vor allem von Eichen und Fichten) bezeichnet, als Lohwald ‚zur Lohegewinnung angelegtes Gehölz‘, etwa als Eichenschälwald (rheinische Lohhecken).
Loh ist in der mittelalterlichen und frühneuzeitlichen Rechtssprache aber auch „insbesondere (in der Regel nicht eingehegter) Waldbestand, an dem einer oder mehrere Markgenossen zur Holznutzung berechtigt sind, während die sonstigen Nutzungsrechte auch den übrigen Genossen zustehen“, und auch „der vom berechtigten Gemeindemitglied im Loh jährlich zweimal zu schlagende Holzanteil“.

## Verbreitung, Varianten und Beispiele
Das Wort ist im ganzen deutschen Sprachraum namensbildend.
Es findet sich in zahlreichen Formen wie La, Le, Leo, Lach, Lo, Loe, Loch, Lohen, Luch, Lauch, Loach.
Daraus sind Ortsnamen, wie Loch, Lohen, Lochen, Lochhofen, Lohhof, Hohenlohe (Hohlach), Gütersloh, Barlo, Oldesloe, Lochbach entstanden, aber auch Familiennamen wie Schottenloher oder Erbslöh. Auch die Flurnamen Loo (am Bürgen), Lohmatte (Ettiswil) und Ochsenlohn (Cham ZG), die Ortsnamen Langenloh (zum Beispiel im Kanton Bern), Schwaderloch und Lohn sowie die Familiennamen Loher, Locher und Lohner gehören hierher.
Das Wort wandelt sich oberdeutsch auch Richtung lah oder leo, daraus etwa Laa, Lach, Lachforst, Lahstedt, Laakirchen, Leogang.